# Nino Pisoni
Nino Pisoni (ur. 5 maja 1927 w Nerviano, zm. 20 grudnia 2002 w Parabiago) – włoski polityk, działacz związkowy i samorządowiec, poseł do Parlamentu Europejskiego II i III kadencji.

## Życiorys
W okresie II wojny światowej walczył w partyzantce. Ukończył szkołę średnią. Pracował w rolniczych organizacjach związkowych. Był m.in. dyrektorem mediolańskiej federacji skupiającej właścicieli gospodarstw rolnych. Od 1945 zaangażowany w działalność Chrześcijańskiej Demokracji, wchodził w skład władz regionalnych i krajowych tego ugrupowania. Pełnił funkcję burmistrza Bernate Ticino, radnego Lombardii i asesora do spraw ekologii w administracji tego regionu.
W latach 1984–1994 sprawował mandat eurodeputowanego II i III kadencji. Był członkiem frakcji chadeckiej, pracował głównie w Komisji ds. Rolnictwa, Rybołówstwa i Rozwoju Wsi.